# Чимгансай
Чимганса́й (узб. Chimyonsoy, Чимёнсой) — горная река (сай) в Бостанлыкском районе Ташкентского области, в настоящее время впадает в Чарвакское водохранилище. В дореволюционных и советских русскоязычных источниках известен под названием Чимганка.
В долине Чимгансая построены пансионаты, детские лагеря, санаторий для туберкулёзных больных, проводятся горнолыжные соревнования.

## Описание
Длина реки равна 17 км, площадь бассейна — 39,3 км², средняя высота водосбора — 1635 м. Среднегодовой расход воды составляет 0,6—0,7 м³/с. Чимгансай питается, в основном, подземными, снеговыми и дождевыми водами. Особенно велика доля подземных вод, на которые приходится 70 % годового стока. Река полноводна в мае—июне и маловодна с декабря по февраль.
Чимгансай берёт начало на западных склонах горы Большой Чимган, на высоте примерно 2000 м. В верхнем течении носит название Аксай и протекает в западном направлении с возрастающим уклоном к северу. Начиная от урочища Униккибулак течёт к северу, перед населённым пунктом Чимган приобретает некоторый уклон к западу, ниже его — к востоку, который сохраняет до устья. В верховьях проходит в ущельеобразной ложбине с высокими боковыми склонами и имеет каменистое русло. Затем долина несколько расширяется (её дно образуют пористые породы). После впадения притока Кызылджар вновь образует долину с высокими берегами. Дважды пересекается с автодорогой Р-6.
Перед устьем пересекает автодорогу Р-10. В настоящее время впадает в Чарвакское водохранилище близ населённого пункта Юсупхана.
Вода Чимгансая используется на орошение.

## Притоки Чимгансая
Притоками Чимгансая являются Кызылджар и Катта-Коксай (на топографической карте Генерального штаба последний отмечается как сухое русло). Кроме того, в реку впадает большое количество родников.